# Hazaribagh
Hazaribagh (Hindi: हज़ारीबाग़, Hazārībāġ [hʌˈzɑːriːˌbɑːɣ]; auch Hazaribag) ist die Hauptstadt des gleichnamigen Verwaltungsdistrikts im indischen Bundesstaat Jharkhand und liegt 91 Kilometer von Ranchi entfernt. Die Einwohnerzahl beträgt rund 142.000 (Volkszählung 2011).
Etymologisch besteht das Wort Hazaribag aus den beiden Hindi-Wörtern, hazar („tausend“) und bagh („Garten“) und ist insofern die „Stadt der Tausend Gärten“.
Im Zweiten Weltkrieg befand sich am Ort ein Parole Camp für deutsche Zivilisten. Dort befanden sich Juni 1942 36 Frauen, 5 Männer und 16 Kinder. Im Herbst sind diese Frauen und Kinder in eines der Familienlager übergesiedelt.
Die Stadt liegt inmitten des Hazaribagh-Plateaus in einer Höhe von über 670 Metern über dem Meeresspiegel.
Hazaribag ist Sitz des katholischen Bistums Hazaribag.